# Barbara Ruszczyc
Barbara Ruszczyc (ur. 18 sierpnia 1928 w Wilnie, zm. 11 września 2001 w Warszawie) – polska historyk sztuki, egiptolog.

## Życiorys
Była córką Ferdynanda Ruszczyca. Od 1949 pracownik Muzeum Narodowego w Warszawie (w latach 1973–1990 w Dziale Sztuki Starożytnej na stanowisku kustosza). Absolwentka archeologii na Uniwersytecie Warszawskim (1955), doktorat w 1972 roku tamże. Od 1957 brała udział w misjach archeologicznych w Egipcie i Sudanie pod kierunkiem Kazimierza Michałowskiego. W latach 1969–1984 kierownik prac wykopaliskowych w Tell Atrib w Egipcie. Była związana naukowo z Uniwersytetem Warszawskim, Katolickim Uniwersytetem Lubelskim i Akademią Teologii Katolickiej w Warszawie (1973–1993). W 1987 odznaczona Krzyżem Kawalerskim Orderu Odrodzenia Polski.

## Wybrane publikacje
- Mastaba Izi, Warszawa: Muzeum Narodowe. Galeria Sztuki Starożytnej 1957.
- Pismo i książka orientalne: katalog wystawy Warszawa, listopad 1958, red. Stefan Strelcyn, Barbara Ruszczyc, Warszawa: Państwowe Wydawnictwo Naukowe, 1958.
- Historia sztuki starożytnego Egiptu, Warszawa: Stołeczny Uniwersytet Powszechny Towarzystwa Wiedzy Powszechnej 1959.
- Egipskie naczynia kamienne, Warszawa: Muzeum Narodowe Galeria Sztuki Starożytnej 1963.
- (współautor: Mieczysław Rodziewicz, Cypr starożytny, Warszawa: Muzeum Narodowe 1968.
- Galeria Sztuki Starożytnej: przewodnik, red. Barbara Ruszczyc, Warszawa: Muzeum Narodowe 1975 (przekład francuski: La Galerie d'Art Antique: guide, trad. du pol. Zsolt Kiss, Varsovie: Musée National 1975.
- Kultura Grecji i Rzymu, Biała Podlaska: Muzeum Okręgowe 1988.
- Życie codzienne w starożytności: Egipt, Grecja, Rzym, Biała Podlaska: Muzeum Okręgowe 1991.
- Kościół pod wezwaniem Świętej Dziewicy w Tell Atrib, Warszawa: Upowszechnianie Nauki-Oświata "UN-O" 1997.